# 방콕노이

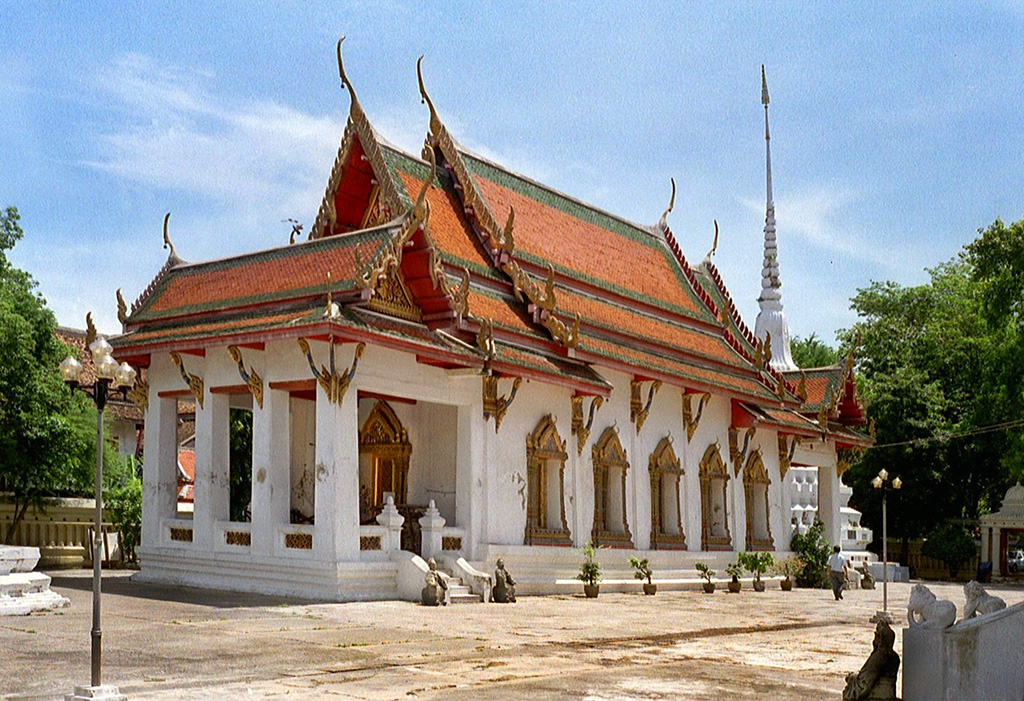

방콕노이는 방콕의 행정 구역이다. 이 지역의 총 인구 수는 2017년 기준으로 112046명이다. 인구 밀도는 9,380.94km2이다.

## 행정 구역
| 1. | Siri Rat      | ศิริราช     |
| 2. | Ban Chang Lo  | บ้านช่างหล่อ |
| 3. | Bang Khun Non | บางขุนนนท์  |
| 4. | Bang Khun Si  | บางขุนศรี   |
| 5. | Arun Amarin   | อรุณอมรินทร์ |